# Gęstość zapisu
Gęstość zapisu (ang. computer storage density) jest miarą ilości informacji (wyrażonej w liczbie bitów), którą można zapisać na określonej długości ścieżki, jednostce powierzchni lub objętości nośnika danych. Generalnie większa gęstość jest bardziej pożądana, gdyż umożliwia zapisanie większej ilości informacji w ramach tej samej dostępnej fizycznej przestrzeni. Wpływa ona bezpośrednio na pojemność nośnika danych, a pośrednio także na jego wydajność oraz cenę. 

## Przykład
Pojemność standardowej 3½-calowej dyskietki HD (ang. High Density) to 11,796,480 bitów (po sformatowaniu jej w systemie MS-DOS). Gęstość zapisu można więc przedstawić w następujący sposób:
- liniowa gęstość zapisu: Dane zapisywane są na koncentrycznych ścieżkach na powierzchni dyskietki. Maksymalna gęstość zapisu na długości jednego cala na najbardziej wewnętrznej ścieżce wynosi 17 434 bitów na cal (686 bitów na milimetr).

- powierzchniowa gęstość zapisu: Na dyskietce można zapisać 80 ścieżek danych przy gęstości zapisu 135 ścieżek na cal (5,05 ścieżek na milimetr) gdzie najbardziej wewnętrzna ścieżka posiada średnicę około 10,5 milimetra a najbardziej zewnętrzna - około 25,5 milimetra. A więc ścieżki obejmują powierzchnię około 1700 mm². Efektywna gęstość zapisu wynosi więc 11 796 480 bitów / 1 700 mm² czyli około 6 940 bitów na milimetr kwadratowy.

- objętościowa gęstość zapisu: Dyskietka ma wymiary 94 × 90 × 3 milimetrów, a więc objętość 25 380 mm³. Objętościowa, fizyczna gęstość zapisu wynosi więc 465 bitów na milimetr sześcienny.